# Зотов, Александр Дмитриевич
Алекса́ндр Дми́триевич Зо́тов (21 августа [3 сентября] 1863, Санкт-Петербург — 1933 ?, Ленинград) — действительный статский советник, доктор медицины, один из первых русских детских врачей — основоположников петербургской педиатрической школы; главный врач Городской детской больницы «В память священного коронования Их Императорских Величеств» в Санкт-Петербурге; председатель Санкт-Петербургского Общества детских врачей (1912—1913 и 1921—1922 гг.).

## Биография
Родился в Петербурге, в семье мещанина Дмитрия Зотова. В 1882 году закончил Вторую Санкт-Петербургскую гимназию, где учился в одном классе с будущими лейб-медиком Двора Его Императорского Величества Е. С. Боткиным, разделившим с семьей самодержца её печальную участь в Екатеринбурге, известным археологом и библиографом В. В. Майковым и ректором женского медицинского института, профессором Борисом Владимировичем Верховским.
Через год, в 1883 году А. Д. Зотов поступил в Военно-медицинскую академию, где очень скоро увлекся педиатрией. Ещё студентом на кафедре детских болезней профессора Н. И. Быстрова он выполнил свою первую научную работу. В 1888 году, успешно окончив академию, Александр Дмитриевич был оставлен на кафедре детских болезней для дальнейшего совершенствования. В 1893 году А. Д. Зотов защитил диссертацию на тему: «Определение соляной кислоты по способу Winter’a в желудке грудных детей раннего возраста».
За год до этого он был принят внештатным врачом Санкт-Петербургского Воспитательного дома. Руководил этим учреждением известный петербургский педиатр М. Д. Ван Путерен. Он определил А. Д. Зотова в наиболее ответственное — грудное отделение (для детей первого года жизни). Хотя Воспитательный дом формально не был лечебным заведением, заболеваемость и смертность здесь были очень высокими и значение врача, особенно на грудном отделении было трудно переоценить. В штат Воспитательного дома А. Д. Зотов был переведен как только получил ученое звание доктора медицины. Одновременно в рамках благотворительной деятельности он стал работать в Лечебнице при обществе практических врачей, находившейся в доме № 54/3 на углу Невского пр. и Екатерининской ул., в здании, где располагалось известное фотоателье Карла Буллы, а также в детском приюте для 60-ти девочек при церкви св. священномученика Мефодия.
После Воспитательного дома, в 1898 году А. Н. Зотов непродолжительное время трудился в первой российской Императорской Николаевской детской больнице. Отсюда начальник кафедры детских болезней Военно-медицинской академии, профессор Н. П. Гундобин пригласил его на должность штатного ассистента в детское отделение Михайловской клинической больницы баронета Я. В. Виллие. Дополнительной нагрузкой в этот период стала для Александра Дмитриевича деятельность в лечебнице Покровской общины сестёр милосердия. Тогда же он стал одним из самых активных членов Санкт-Петербургского общества детских врачей, в разные годы занимая посты казначея, товарища председателя и дважды — председателя (1912—1913 и 1921—1922 гг.).
Очередным и весьма престижным для А. Д Зотова стал пост главного врача Городской детской больницы «В память священного коронования Их Императорских Величеств». В этой должности он сменил известного петербургского педиатра Дмитрия Александровича Соколова, который из-за конфликта с Городской Думой вынужден был уйти в отставку.
Главным врачом самой крупной в столице детской больницы Александр Дмитриевич встретил Первую мировую войну. Его популярность быстро росла. В 1914 году вместе с почетным лейб-педиатром Сергеем Алексеевичем Острогорским А. Д Зотов вошел в состав Совета Всероссийского попечительства об охране материнства и младенчества под «Августейшим покровительством Ея Императорского величества императрицы Александры Фёдоровны». Возглавлял Совет до своей кончины прославленный педиатр Карл Андреевич Раухфус. Годом ранее, в 1913 году Александр Дмитриевич был избран товарищем председателя Союза для борьбы с детской смертностью.
Серьёзным испытанием для А. Д. Зотова стала революция, а затем Гражданская война. Он с честью провел коллектив своей больницы через все трудности этого отчаянного времени, однако с наступлением мира, очевидно, перестал устраивать новую власть. В 1924 году А. Д. Зотов был смещен с должности главного врача. Правда, и больница теперь была другой. Она превратилась в «заразную», то есть предназначалась для инфекционных больных и носила имя никому не известного чекиста тов. Н. П. Крумина. Ещё несколько лет Александр Дмитриевич проработал заведующим 16-м пунктом Охраны материнства и младенчества в Выборгском районе Ленинграда. В 1927 году он ещё вынужден был вести прием взрослых больных в амбулатории Октябрьской железной дороги, однако вскоре окончательно вышел на пенсию. Об А. Д. Зотове постепенно забыли. В официальной биографии Александра Дмитриевича указывается, что он умер в 1928 году. На самом деле смерть настигла его не ранее 1933 года. До этих пор имя А. Д. Зотова значилось в адресной книге Ленинграда. В аналогичном издании за 1934 год он уже не упоминается.
Точную дату смерти Александра Дмитриевича Зотова, как и место, где он был похоронен, установить не удалось.

## Семья
- Жена: Дарья Васильевна Зотова (умерла 31.05.1909, Санкт-Петербург) похоронена на Смоленском православном кладбище;
- Жена: Антонина Андреевна Зотова;
- Брат: Николай Александрович Зотов — отставной подпоручик, управляющий доходными домами Г. Г. Елисеева, член Товарищества Петергофского пароходства.

## Адреса в Петербурге
После окончания Военно-медицинской академии М. Д. Зотов жил на Васильевском острове в Волховском пер., д. 1, однако в 1896 году переехал напротив, в дом Г. Г. Елисеева № 18 по Биржевой линии (другой адрес: Биржевой пер., д. 1). Это дом знаменит тем, что здесь проживали известные архитекторы и художники: Н. А. Бруни, Е. Е. Волков, М. П. Клодт, А. И. Куинджи, Х. И. Грейфан.
Став главным врачом Городской детской больницы «В память священного коронования Их Императорских Величеств», Александр Дмитриевич поселился в служебной квартире по адресу Большой Сампсониевский проспект, д. 69. После выхода в отставку, с 1924 года и до дня смерти он проживал в коммунальной квартире дома № 36 по ул. Восстания. Позднее в этом же доме жил профессор Педиатрического института Э. И. Фридман.

## Некоторые научные труды
- Зотов А. Д. Определение соляной кислоты по способу Winter'a в желудке грудных детей раннего возраста. Дис. на степ. д-ра мед. Александра Зотова /Из Лаб. С.-Петерб. Имп. воспит. дома.. — СПб.: тип. М-ва вн. дел, 1893. — 55 с. — (Серия диссертаций, допущенных к защите в Императорской Военно-медицинской академии в 1892-93 учебном году).
- Зотов А. Д. Случай закупорки тонкой кишки аскаридами с последующим прободением.. — СПб.: тип. М.М. Стасюлевича, 1897. — 11 с.
- Зотов А. Д. Случай злокачественного новообразования печени и поджелудочной железы у ребенка 1½ лет / В сборнике Памяти Н. Ф. Филатова под ред. Н. П. Гундобина. — СПб.: тип. П.П. Сойкина, 1902. — 22 с.

#### Доклады на заседаниях Общества детских врачей
| Определение соляной кислоты в желудке                       | 30.03.1894 |
| Три редких осложнения кори                                  | 11.11.1898 |
| Туберкулин как диагностическое средство                     | 13.10.1905 |
| Случай опухоли мозжечка (дем.)                              | 09.04.1905 |
| Памяти Н. П. Гундобина                                      | 22.10.1908 |
| Внутрибрюшные вливания физиологического раствора при холере | 27.10.1910 |